# Marijac
Marijac, pseudonimo di Jacques Dumas (Parigi, 7 novembre 1908 – Lyons-la-Forêt, 21 luglio 1994), è stato un fumettista francese.

## Biografia
Jacques Dumas comincia la sua attività di fumettista negli anni trenta usando lo pseudonimo di Marijac. Il suo personaggio più famoso all'epoca era Jim Boum che appare in Coeurs Vaillants. Durante la guerra entra a far parte della resistenza francese e pubblica la rivista Coq Hardi che avrà vita dal 1944 al 1963 e su cui compare la sua serie a fumetti Les trois mousquetaires du maquis. In seguito scrive i testi per famosi autori di fumetti francesi per Raymond Cazanave scrive Capitaine Fantôme, per Raymond Poivet Colonel X, per Étienne Le Rallic scrive Poncho Libertas, per Calvo scrive Coquin e scrive i testi anche per i fumetti di Dut, Mathelot, Kline, Trubert. Negli ultimi anni lavora come redattore per riviste rivolte a ragazze o a bambini come Mireille, Frimousse e Nano et Nanette.
Nel 1979 riceve il Grand Prix de la ville d'Angoulême.